# Битка код Чикамоге
Битка код Чикамоге (енгл. Battle of Chickamauga), вођена 18-20. септембра 1863, била је део западног ратишта Америчког грађанског рата. Завршена је победом снага Конфедерације. У југословенској литератури позната је и као Прва битка код Чатануге.

## Битка
Недалеко од града Чатануге, у источном Тенесију, армија Југа (око 62.000) коју је предводио генерал Бракстон Браг напала је 18. септембра 1863. армију Севера (око 65.000 људи) коју је генерал Виљем Роузкренс (енгл. William Rosecrans) поставио на положај западно од реке Чикамоге (енгл. Chickamauga Creek), мале притоке Тенесија . Првог дана битке само су неки делови снага Југа успели да се пребаце прко реке. Наредног дана снаге Севера биле су принуђене да се повуку на повољније положаје  где су 20. септембра одбиле све нападе снага Југа, али су се због исцрпљености повукле у Чатанугу. Брег је предузео гоњење и до 24. септембра заузео положаје на Мисионарском гребену (енгл. Missionary Ridge) и северном делу планине Лукаут (енгл. Lookout Mountain).

## Последице
Губици снага Конфедерације износили су око 18.000, а Уније 16. 179 људи.